# 郑州市第七中学
郑州市第七中学（英語：Zhengzhou No.7 Middle School），简称郑州七中，是郑州市的一所高级中学，地址是金水区三全路中段，曾被评为 “全国中小学德育先进单位”、“全国青少年科普创新示范学校”。郑州七中在2016年中国内地高中美国留学排行榜上位居第四十四。 2020年11月，郑州市第七高级中学被郑州市人民政府授予“郑州市民族团结进步模范集体”荣誉称号。2022年河南省教育厅印发通知，认定郑州市第七高级中学为普通高中新课程新教材实施省级示范校。

## 校区

### 高中部
高中部位于郑州市金水区三全路中段，占地面积304亩，建筑面积90000平方米。新校区于2005年正式投入使用。。

### 初中部
初中部位于郑州市金水区金水路和健康路交汇处，占地面积47.7亩。

## 历史
1950年创建于河南开封。
1958年校名由“河南省工农速成中学”改为现名。
1978年被定为市级重点中学。
2006年被评为河南省省级示范性中学。
2021年被评为第二届全国文明校园。